# Defense Intelligence Agency
Pour les articles homonymes, voir Dia.
La Defense Intelligence Agency (de sigle DIA, « agence du renseignement de la Défense » en français) est l'une des agences de renseignement des États-Unis, qui fonctionne sous la juridiction du département de la Défense (DoD). Elle sert de principal gestionnaire et de producteur du renseignement militaire étranger, y compris l'information politique, économique, industrielle, géographique et médicale (en) étrangères liées à la défense nationale. La DIA répond principalement aux besoins du secrétaire à la Défense, du comité des chefs d'état-major interarmées, des commandements de combat unifiés et des armées. 
Bien que la DIA appartienne au département de la Défense, la majorité de ses 16 500 employés (65 %) sont des civils, qui travaillent sur l'acquisition et l'analyse du renseignement partout dans le monde. 
La DIA se distingue de la CIA qui est, elle, plus focalisée sur la production de renseignement non-militaire à destination du président des États-Unis, du Conseil de sécurité nationale et du cabinet. 
Le Goldwater-Nichols Act définit en 1986 la DIA comme une agence de la Défense pour le soutien de combat, c'est-à-dire une agence fournissant des fonctions de soutien de combat pour les forces et commandements en opérations militaires, et comme agence de renseignement.

## Historique

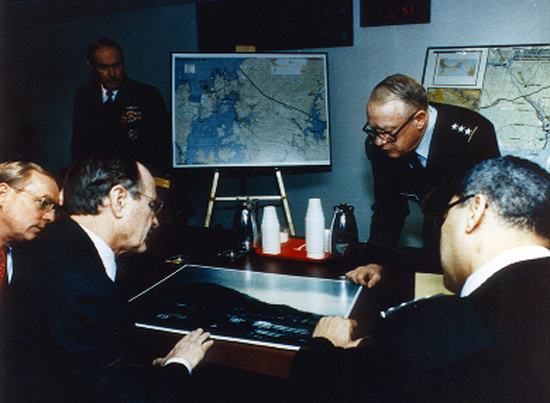
Le Président H. W. Bush recevant un briefing de la DIA pendant l'invasion du Panama en 1989.

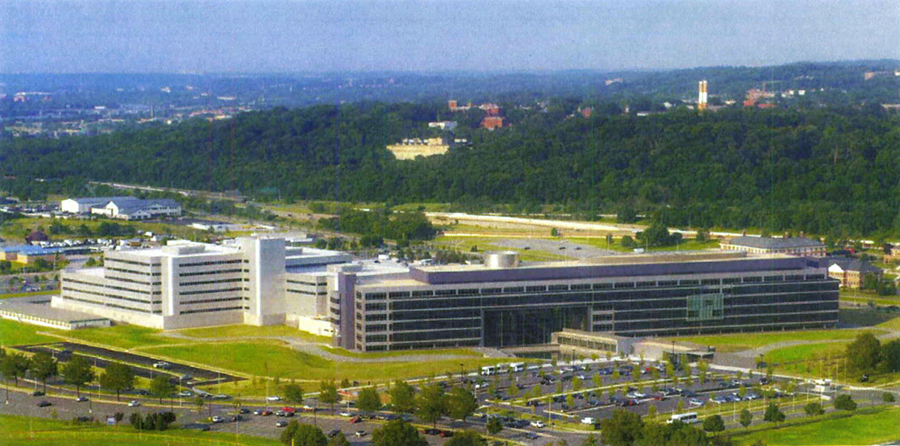
Vue aérienne du Quartier Général de la Defense Intelligence Agency. Environ 30 % de son effectif y travaille.

Créée en 1961, l'agence remplace la division de contre-espionnage.
Victor Marchetti et John D. Marks, anciens hauts fonctionnaires américains, ont publié en 1974 le livre La CIA et le culte du renseignement indiquant les effectifs et budgets suivant les agences de renseignement des États-Unis, ces chiffres sont à prendre avec précaution, les effectifs de la NSA sont par exemple surestimés par rapport aux chiffres donnés dans une histoire officielle de la NSA. La guerre du Viêt Nam n'était pas alors terminée, ce qui explique en partie les effectifs des renseignements militaires :
L’effectif a été estimé dans ce livre à 5 000 employés et elle avait environ 200 millions de dollars de budget (900 millions de dollars valeur 2010). Elle passe des marchés propres et compile les rapports des services de renseignement militaire pour le ministère de la Défense, le gouvernement et d'autres services et elle est alors loin d'avoir les effectifs des services de renseignement des principales branches des forces armées des États-Unis :
- Air Intelligence Agency pour l'USAF : 56 000 employés et un budget de 2,7 milliards de dollars (12 milliards de dollars valeur 2011) ;
- United States Army Intelligence pour l'armée de terre : 35 000 employés et un budget de 700 millions de dollars (3,13 milliards de dollars valeur 2011) ;
- Office of Naval Intelligence pour l'US Navy : 15 000 employés et un budget 600 millions de dollars de budget (2,68 milliards de dollars valeur 2011).

En 2012, un nouveau service, le Defense Clandestine Service (DCS), dédié au renseignement humain extérieur clandestin, a été créé. En 2014, 500 agents sous couverture ont été formés au lieu des 1 000 prévus et les programmes de formations de ce service ont été revus à la baisse.
Les chiffres exacts du budget alloué à la DIA sont tenus secrets pour des raisons de sûreté.

## Organisation
La DIA a son quartier général au Defense Intelligence Agency Headquarters (DIAHQ), situé sur la base aérienne Joint Base Anacostia-Bolling à Washington, DC. Elle a des activités majeures à son quartier-général, au National Center for Medical Intelligence (NCMI) à Fort Detrick, Maryland ; au Joint Use Intelligence Analysis Facility à Charlottesville, Virginie ; et au Missile and Space Intelligence Center (MSIC), à Huntsville (Alabama). 
La DIA est membre de la communauté du renseignement des États-Unis, elle est donc placée sous l’autorité du Directeur du renseignement national. 
Les activités de la DIA sont souvent comparées à celles du GRU en Russie, du Defence Intelligence Staff au Royaume-Uni, de la direction du Renseignement militaire en France et de l'Aman en Israël.

## Directeurs
- Octobre 1961 : lieutenant général Joseph Carroll, Force aérienne des États-Unis
- Septembre 1969 : lieutenant général Donald V. Bennett, Armée de terre des États-Unis
- Août 1972 : vice-amiral Vincent P. de Poix, Marine des États-Unis
- Septembre 1974 - décembre 1975 : lieutenant général Daniel O. Graham, Armée de terre des États-Unis
- Mai 1976 - août 1977 : lieutenant général Samuel V. Wilson, Armée de terre des États-Unis
- Septembre 1977 - août 1981 : lieutenant général Eugene F. Tighe, Force aérienne des États-Unis
- Septembre 1981 - septembre 1985 : lieutenant général James A. Williams, Armée de terre des États-Unis
- Octobre 1985 : lieutenant général Leonard H. Perroots, Force aérienne des États-Unis
- Décembre 1988 : lieutenant général Harry E. Soyster, Armée de terre des États-Unis
- Septembre 1991 : Dennis M. Nagy, directeur civil
- Novembre 1991 : lieutenant général James R. Clapper, Force aérienne des États-Unis
- Août 1995 : lieutenant général Kenneth A. Minihan, Force aérienne des États-Unis
- Février 1996 : lieutenant général Patrick M. Hughes, Armée de terre des États-Unis
- Juillet 1999 : vice-amiral Thomas R. Wilson, Marine des États-Unis
- Juillet 2002 : vice-amiral Lowell E. Jacoby, Marine des États-Unis
- Novembre 2005 : lieutenant général Michael D. Maples, Armée de terre des États-Unis
- Mars 2009 : lieutenant général Ronald Burgess, Armée de terre des États-Unis
- Juillet 2012 : lieutenant général Michael T. Flynn, Armée de terre des États-Unis
- Août 2014 : David Shedd (en), directeur civil
- Janvier 2015 : lieutenant général Vincent R. Stewart, Corps des Marines des États-Unis
- Octobre 2017 : lieutenant général Robert P. Ashley, Armée de terre des États-Unis
- Octobre 2020 : lieutenant général Scott D. Berrier, Armée de terre des États-Unis